# Stanisław Kielich
Stanisław Kielich (ur. 10 listopada 1925 w Czempiniu, zm. 15 października 1993 w Poznaniu) – fizyk, twórca poznańskiej szkoły optyki nieliniowej, organizator i przewodniczący międzynarodowych konferencji optyki nieliniowej (EKON) w Poznaniu, jeden z najczęściej cytowanych polskich naukowców w drugiej połowie XX w. Był uczniem Arkadiusza Piekary i nauczycielem kilku pokoleń fizyków. 

## Życiorys

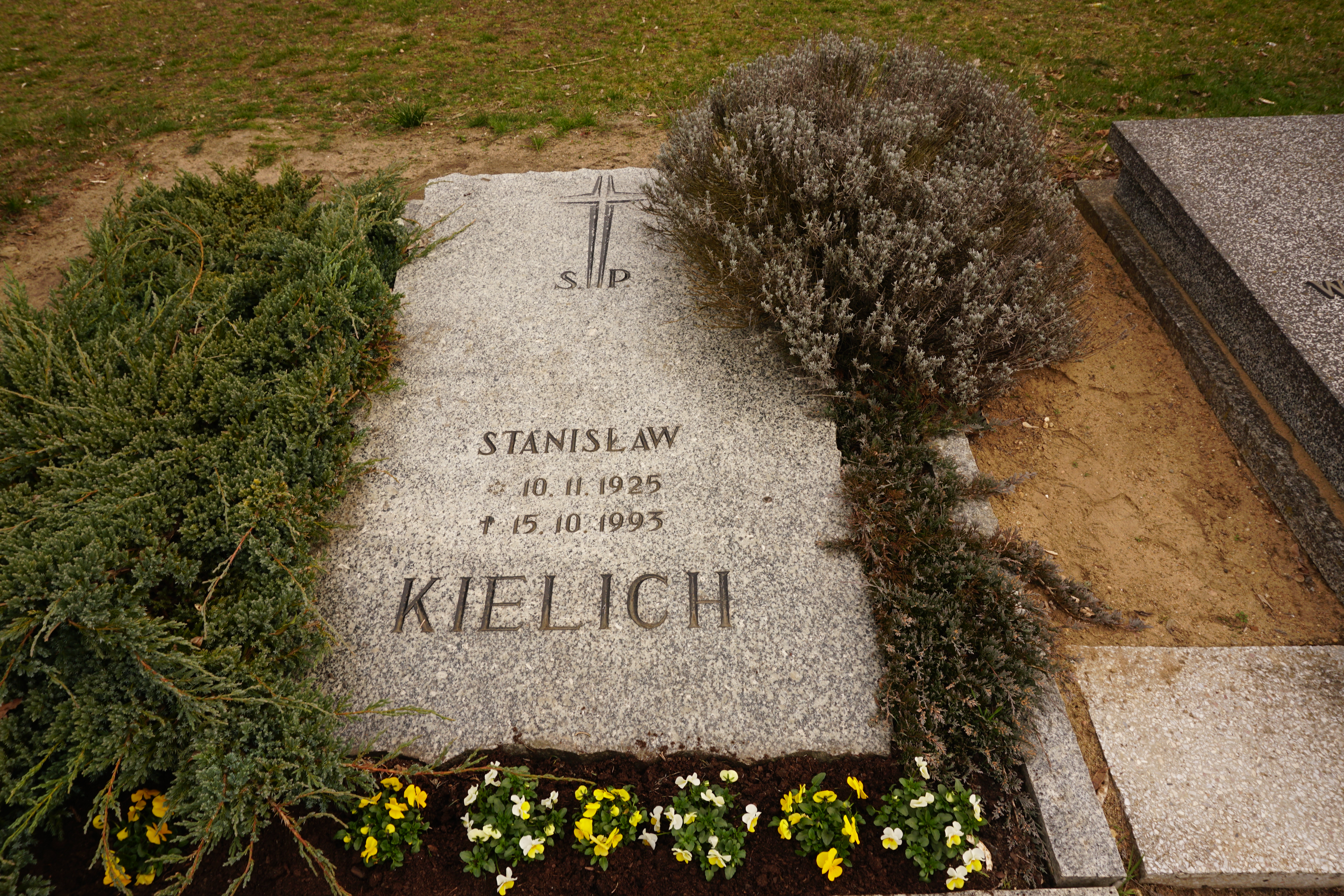
Grób prof. Stanisława Kielicha na Cmentarzu Junikowo w Poznaniu

Był członkiem PPR w latach 1947–1948. Od 1948 roku należał do PZPR. W roku 1955 ukończył studia na wydziale Matematyczno-Fizycznym Uniwersytetu Poznańskiego.
Doktorat uzyskał w roku 1961, habilitację w 1964, tytuł profesora nadzw. w 1971 i profesora zw. w 1976. Był członkiem korespondentem PAN (1983) i autorem ponad 300 publikacji m.in. książki Molekularna Optyka Nieliniowa. Był również wielokrotnym zdobywcą nagród i odznaczeń, otrzymał m.in. Nagrodę m. Poznania (1969), Krzyż Oficerski i Kawalerski Orderu Odrodzenia Polski, Złoty Krzyż Zasługi, Medal 40-lecia Polski Ludowej i Medal Mariana Smoluchowskiego (1993). Został pochowany na Cmentarzu Junikowo w Poznaniu w Alei Zasłużonych (AZ-3-P-28).

## Książki
- „Podstawy optyki nieliniowej” (Wyd. Naukowe UAM, Poznań, 1972, 1973) w 2 tomach
- „Molekularna optyka nieliniowa” (PWN, Warszawa, 1977); tłumaczenie rosyjskie (Nauka, Moskwa, 1981)
- „Rola statystycznych własności światła w liniowych i nieliniowych zjawiskach optycznych” (Wyd. Naukowe UAM, Poznań, 1981)
- redaktor (wspólnie z M. Evansem) „Modern Nonlinear Optics” (Wiley, New York, 1993–1994) w 3 tomach
- J.R.Lalanne, A.Ducasse, S.Kielich: Interaction Laser Molecule „Interaction laser molécule – Physique du laser et optique non linéaire moléculaire” (Polytechnica, Paris, 1994); tłumaczenie angielskie „Interaction Laser Molecule” (Wiley, New York, 1996).